# Michael A. Klinger
Michael A. Klinger (* 25. August 1958 in Salzburg) ist ein österreichischer Steuerberater, Wirtschaftsprüfer, Unternehmensberater und Autor.

## Leben
Nach der Matura im Jahr 1977 an der Handelsakademie in Salzburg studierte Klinger Betriebswirtschaftslehre mit den Fachrichtungen Rechnungswesen, Steuer- und Prüfungswesen an der Universität Linz. Im Jahr 1986 wurde er als Steuerberater bestellt und ist seitdem selbständig. Seit 1990 ist er allgemein beeideter gerichtlicher Sachverständiger für Kostenrechnung, Buchführung, Bilanzierung und Steuerberatung, seit 1991 Wirtschaftsprüfer.

## Veröffentlichungen
- mit Oskar Klinger: ABC der Gestaltung und Prüfung des Internen Kontrollsystems im Unternehmen, 3. Aufl., Linde, Wien 2011, ISBN 978-3-7073-1966-8.
- mit  Oskar Klinger: Das Interne Kontrollsystem im Unternehmen, 2. Aufl., Vahlen, München 2011, ISBN 978-380-06365-6-3.
- mit Mireille Schwaninger-Thill und Felix A. Klier: Der begeisterte Patient, Linde, Wien 2002, ISBN 978-3-7073-0327-8
- mit Felix A. Klier und Harald Krenn: Die mandantenfreundliche Steuerkanzlei, Beck, München 2002, ISBN 978-3-406-48460-5
- mit Felix A. Klier und Harald Krenn: Effektives Kanzlei Marketing, Linde, Wien 2000, ISBN 978-3-85122-809-0
- mit Oskar Klinger: Muster-Prüfberichte zum Internen Kontrollsystem, Wien 1999, ISBN 978-3-85122-915-8
- Betriebswirtschaftslehre für Studenten und Praktiker, Abakus Verlag, Salzburg 1992, ISBN 3-7044-0036-X